# Rogowo (gmina, Rypin)
Rogowo est une gmina rurale du powiat de Rypin, Couïavie-Poméranie, dans le centre-nord de la Pologne. Son siège est le village de Rogowo, qui se situe environ 11 km au sud-ouest de Rypin et 52 km à l'est de Toruń.
La gmina couvre une superficie de 139,8 km2 pour une population de 4 677 habitants.

## Géographie
La gmina est bordée par les gminy de Brzuze, Golub-Dobrzyń, Wąpielsk et Zbójno.